# John & Jen
John & Jen ist ein Musical mit Musik von Andrew Lippa und Texten von Tom Greenwald. Es basiert auf der gleichnamigen Erzählung von Lippa und Greenwald. 
Beim Musical handelt es sich um eine 2-Personen-Show, die zuerst die Beziehung zwischen Jen und ihrem Bruder, John, sowie nach dessen Tod die Beziehung zwischen Jen und ihrem Sohn (der ebenfalls John heißt) thematisiert. 
Das Musical wurde zuerst Off-Broadway 1995 uraufgeführt und 2015 Off-Broadway wiedereröffnet.

## Produktionen
John & Jen wurde 1993 im Goodspeed Opera House in East Haddam, Connecticut, uraufgeführt. Unter der Regie von Gabriel Barre waren Carolee Carmello und James Ludwig in der Besetzung zu sehen.
Das Musical wurde vom 1. Juni 1995 bis zum 1. Oktober 1995 am Lamb's Theatre aufgeführt, erneut mit Carolee Carmello als Jen und James Ludwig als John, unter der Regie von Gabriel Barre.
Das Revival zum zwanzigjährigen Jubiläum der Show wurde am 10. Februar 2015 als Vorpremiere im Clurman Theatre in der Theatre Row eröffnet, die offizielle Premiere fand am 26. Februar statt. In der Neuauflage, die von der Keen Company präsentiert wurde, spielten Kate Baldwin und Conor Ryan die Hauptrollen. Die Inszenierung wurde am 4. April 2015 geschlossen.
Das Southwark Playhouse in London war vom 28. Juli bis 21. August 2021 Schauplatz der Weltpremiere einer neuen, aktualisierten Version von John & Jen von 1985 bis 2022 mit der für den Olivier Award nominierten Rachel Tucker und Lewis Cornay in den Hauptrollen. Diese neue Produktion wurde von Guy Retallack inszeniert und von Bray Productions produziert.

## Inhalt
Akt I (1952–1972)
Die sechsjährige Jen Tracy heißt ihren neugeborenen Bruder John in die Welt willkommen, mit einer Warnung über den Lauf der Dinge und dem Versprechen, ihn vor Dad zu schützen. („Welcome to the world“) Während sie heranwachsen, tut Jen ihr Bestes, um John vor den Enttäuschungen des Lebens zu schützen, einschließlich eines schmerzhaften Streits zwischen ihren Eltern am Weihnachtsabend. Nicht lange nach Johns siebtem Geburtstag entdeckt Jen einen blauen Fleck in seinem Gesicht. „Es war meine Schuld“, sagt er ihr, „ich habe ein Glas zerbrochen“. Jen schwört, dass Dad John nie wieder wehtun wird, und sie und John treffen einen Eid, immer füreinander da zu sein. („Think Big“) Als die beiden älter werden, kommt es zu einer Rivalität zwischen den Geschwistern, als John gezwungen wird, an Jens Highschool-Basketball-Finale teilzunehmen. („Dear God“) Aber als es für Jen an der Zeit ist, aufs College zu gehen, fleht John sie an, ihn nicht allein zu lassen. („Hold Down the Fort“) Jen ist jedoch entschlossen, sich zu befreien, ob mit oder ohne Deal. „Ich kann nicht ewig deine Hand halten“, sagt sie zu John. „Werd erwachsen“.
Jen entdeckt die Welt der 60er Jahre im groovigen New York City, wo sie sich zu einem drogenexperimentierenden Hippie entwickelt, während Johns Leben in die entgegengesetzte Richtung geht. („Timeline“) Ohne Jen, die ihn beschützt, gerät John unter den Einfluss seines Vaters und beschließt, der Navy beizutreten. („It Took Me A While“)
Als Jen aus New York nach Hause zurückkehrt, stellen sie und John fest, wie sehr sie sich verändert haben und wie weit sie sich auseinandergelebt haben. („Out of My Sight“) Als John von Jens Plänen erfährt, mit ihrem Freund, der sich dem Wehrdienst entzieht, nach Kanada zu ziehen, wirft John ihr vor, alles abzulehnen, wofür er und Dad stehen, und sie trennen sich im Zorn. („Run and Hide“) Nachdem John gegangen ist, entrollt Jen eine amerikanische Flagge, drapiert sie über einem Sarg, und wir erfahren, dass John in Vietnam gefallen ist. „Es tut mir leid, kleiner Bruder“, flüstert sie, als der erste Akt endet. („Epilog“)
Akt II (1972–1990)
Die 26-jährige Jen lebt jetzt in Kanada und ist Mutter eines neugeborenen Jungen, den sie John nennt. („Old Clothes“) Aber dieser John ist nicht das naive Kind der 50er Jahre, für das ihn seine Mutter hält. Als Jen nach ihrer gescheiterten Ehe zurück in die Vereinigten Staaten zieht, bereitet sie sich darauf vor, Weihnachten allein mit dem siebenjährigen John zu verbringen. Ihr Geschenk an ihren Sohn ist ein alter Baseballhandschuh, von dem sie ihm stolz erzählt, dass er einmal seinem Onkel gehört hat. Doch John lehnt das Geschenk ab und beschwert sich: „Ich werde das einzige Kind in der Schule sein, das einen beschissenen alten Handschuh hat!“
Jen bringt ihren Sohn dazu, den Lieblingssport seines Onkels zu spielen, aber ihr unausstehliches Verhalten bei den Spielen führt nur dazu, dass sie ihn demütigt. („Little League“) Als Jen das Grab ihres Bruders an dessen 32. Geburtstag besucht, bemerkt sie die Ähnlichkeiten zwischen den beiden Johns und schwört sich, ihren Sohn nicht im Stich zu lassen. („Just Like You“) Doch als es für den 12-Jährigen an der Zeit ist, ins Ferienlager zu fahren, kann sich Jen kaum von ihm verabschieden. („Bye Room“)
In einer Montage, die Johns Highschool-Jahre umspannt, wechseln sich John und Jen als Talkshow-Moderatoren mit Themen ab, die Jens wachsende Abhängigkeit von ihrem Sohn und Johns Kampf um Freiheit offenbaren. („Talk Show“) Später, als John herausfindet, dass seine Mutter seine Zusage für die Columbia University versteckt hat, wird deutlich, dass Jen Angst hat, John „wieder“ zu verlieren, und nicht mehr in der Lage ist, zwischen ihrem Bruder und ihrem Sohn zu unterscheiden („Smile of Your Dreams“).
Als John endlich erkennt, wie sehr seine Mutter ihn braucht, beschließt er, auf die Columbia zu verzichten und stattdessen das örtliche Community College zu besuchen. Jen ist beunruhigt, dass er ihretwegen seine Zukunft wegwirft, und macht sich über seine Entscheidung lustig. John ist von der Reaktion seiner Mutter zutiefst verletzt und macht sich bitter über ihren Einfluss auf sein Leben lustig. („Graduation“) Als ihr Streit eskaliert, ohrfeigt Jen ihren Sohn.
Erschüttert von den Parallelen zu ihrem gewalttätigen Vater, zieht sich Jen an das Grab ihres Bruders zurück, wo sie endlich akzeptiert, dass es Zeit ist, weiterzuziehen. („The Road Ends Here“) John kommt zu seiner Mutter auf den Friedhof, wo Jen ihn um Vergebung bittet. („That Was My Way“) Jen ist endlich in der Lage, ihren Sohn loszulassen, und die beiden machen ihre ersten eigenen Schritte in die Welt. („Every Goodbye is Hello“)

## Veröffentlichungen
Die Originalaufnahme der Besetzung wurde 2012 von Ghostlight Records in digitaler Form veröffentlicht. Eine Aufzeichnung der Off-Broadway-Besetzung von 2015 wurde im Juni 2015 veröffentlicht. Eine Aufnahme der West-End-Besetzung von 2021 wurde 2023 veröffentlicht.